# 一命
『一命』（いちめい、Harakiri : death of a samurai）は、三池崇史監督による2011年の日本映画である。第1回パロアルト国際映画祭、PAIFF&Dolby3D賞（3D技術賞）受賞。

## 概要
滝口康彦の小説『異聞浪人記』を原作としており、小林正樹監督の『切腹』（1962年松竹作品）以来2度目の映画化である。時代劇初の3D映画。山日YBSグループ創立140周年記念作。音楽は坂本龍一が担当。主演は時代劇映画初出演となる市川海老蔵と瑛太。
第64回カンヌ国際映画祭のコンペティション部門で上映されたが、無冠に終わった。
キャッチコピーは「いのちを懸けて、問う―― なぜ男は、切腹を願い出たのか――。世界を圧倒した衝撃の超大作。」。
全国460スクリーンで公開され、2011年10月15、16日の初日2日間で興収8,702万4,700円、動員7万2,858人になり映画観客動員ランキング（興行通信社調べ）で初登場第4位となった。

## ストーリー
寛永11年(1634年)、太平の世の江戸には「狂言切腹」という奇妙な流行(はや)りがあった。食い詰め浪人が、大名家を訪れ、「切腹したいから晴れの舞台に玄関先をお借りしたい」と願い出るのだ。もとより腹を切る気などなく金が目当てで、庶民から嘲笑される行為である。冬に入り、彦根藩井伊家の江戸上屋敷に津雲半四郎という熟年の浪人が切腹を願い出た。江戸、家老の斎藤勧解由（かげゆ）は直々に面会し、2ヶ月前に同じ要件で訪れた若い浪人の話を始めた。
同10月20日。井伊家上屋敷に千々岩求女（ちぢいわ もとめ）という二十歳そこそこの浪人が現れ、切腹を願い出だ。家老の斎藤勧解由に、「卑しい狂言」だと報告する家臣の沢潟(おもだか)彦九郎。武勇を誇る井伊家に狂言は通用しないと世に知らしめる為に、中庭に切腹の用意が整えられた。
死装束に着替えさせられ、勧解由や家臣たちが居並ぶ中、持参した竹光で切腹せよと迫られる求女。必ず死ぬから一日の猶予をと頭を下げたが、勧解由は聞く耳を持たなかった。妻子を医者に診せる金が3両欲しいと懇願する求女を嘲笑う介錯人の沢潟。覚悟を決めた求女は、刃のない竹光が折れ、尖るまで腹に突き立てた。しかし、横一文字に「引き回せ」と煽(あお)り介錯しない沢潟。苦しむ求女を見兼ねた勧解由は庭に降り、自ら求女の首を落とした。
勧解由の話を聞いても、切腹の意思は変わらぬ津雲半四郎。中庭に設けられた切腹の場に出た半四郎は最後の願いとして、介錯に沢潟彦九郎を指名した。だが、沢瀉は出仕していないという。沢潟が無理ならば松崎か川辺を望む半四郎。なぜか3名とも居所が分からない。半四郎が何か企んでいると気づく勧解由。
求女と自らの過去を語り出す半四郎。元和3年(1617年)、広島藩の藩士だった半四郎は上役の千々岩（ちぢいわ)甚内と関ヶ原の合戦以来の友情を育んでいた。広島城が大雨で被害を被り、本丸だけでもと修繕にかかる藩士たち。普請奉行である千々岩は、幕府の許可が必要だと止めたが重病で倒れ、修繕を阻止できなかった。2年後、無断の修繕を理由に取り潰される広島藩。千々岩は親一人子一人の幼い息子・求女を半四郎に託して亡くなった。半四郎自身も幼い娘を育てる男やもめだが、求女と3人、江戸へ出ての浪人生活が始まった。
寛永11年(1634年)、美しく親思いな娘に成長した美穂には、大店(おおだな)からも求婚の使者が訪れた。だが、どんなに困窮しても断り続ける平四郎。求女と美穂が好き合っていると承知の平四郎は、自分から頭を下げて求女に美穂を嫁がせた。貧しいながらも長男の金吾も生まれ、幸せな求女と美穂。しかし、金吾の首もすわらぬうちに、美穂は労咳で床に伏した。
美穂の為に売れるものは売り、腰の大小まで密かに竹光に替える求女。傘張りの内職しか仕事のない平四郎も出来る限りの援助をした。そんな夫と父に「申し訳無い」と頭を下げ続ける美穂。だが、金吾が高熱を出し、医者は3両持って来いと言うばかりで診察をしなかった。10月20日の朝、求女は平四郎に留守を頼み、「当てがある」と言って金策に出た。だが、夜になっても戻らない求女。その間に金吾は息絶えた。泣き伏す美穂の元に、戸板に乗せられ莚(むしろ)を掛けられた姿で運ばれて来る求女。平四郎に「ご家老から」と3両を渡す井伊家の中間(ちゅうげん)。
納得が行かず、逃げ帰る中間を追って切腹の顛末を聞く平四郎。家に戻ると美穂が求女と金吾の遺体を並べ、求女の折れた竹光で喉を突いて自害していた。困窮しても刀に固執し、手放すことすら考えなかった自分に愕然とする平四郎。
井伊家の庭先で、求女を憐れむ者はいなかったのかと問う平四郎。武士の面目の為には死を恐れぬと答える勘解由。平四郎は懐から勧解由が下賜した3両を取り出し、沢潟、松崎、川辺の髷(まげ)と共に庭に投げ打った。沢潟ら3名は剣の腕を誇って弱い者を見下し、求女に竹光で腹を切らせた張本人だった。半四郎は前日に3名と同時に切り結び、命を奪う代わりに武士の誇りである髷を切ったのだ。「(人に見せられず)首があるが首がない」と嘲笑う半四郎。
勘解由の命令で半四郎に斬りかかる藩士たち。半四郎が抜いた刀は求女の竹光だった。竹光でも多勢を相手に互角以上に戦い、庭から屋敷内に移動する半四郎。奥の間には井伊家が誇る「赤備えの甲冑」が大切に飾られていた。「武士の面目とは所詮、人目を飾るだけのもの」と、家臣を投げて甲冑を崩した平四郎は、仁王立ちで家臣たちに切られ、果てた。
頭と顔を布で隠し、刀も持たぬ着流し姿で井伊家に連行される沢潟たち。沢潟は家臣の隙を突いて脇差を奪い、上がり口で切腹した。薄暗い板の間で介錯も付かずに切腹させられる松崎。怯えている川辺の元にも人が差し向けられた。全ては勘解由の指図だった。後日、参勤交代で国元から江戸屋敷に入った井伊家の当主は何も知らずに、手入れをされた赤揃えの甲冑を見て満足した。

## キャスト
- 津雲半四郎（つくも はんしろう） - 市川海老蔵
- 千々岩求女（ちぢいわ もとめ） - 瑛太
- 美穂（みほ） - 満島ひかり
- 田尻（たじり） - 竹中直人
- 沢潟彦九郎（おもだか ひこくろう） - 青木崇高
- 松崎隼人正（まつざき はやとのしょう） - 新井浩文
- 川辺右馬助（かわべ うまのすけ） - 波岡一喜
- 佐々木 - 天野義久
- 和尚 - 大門伍朗
- 井伊掃部頭直孝 - 平岳大
- 宗祐（そうすけ） - 笹野高史
- 千々岩甚内（ちぢいわ じんない） - 中村梅雀
- 斎藤勧解由（さいとう かげゆ）　- 役所広司

## スタッフ
- 監督 - 三池崇史
- 原作 - 滝口康彦『異聞浪人記』
- 脚本 - 山岸きくみ
- 音楽 - 坂本龍一
- エグゼクティブプロデューサー - 中沢敏明、Jeremy Thomas
- 製作 - 服部洋、野田助嗣、入江祥雄、奥野敏聡、野口明美子、野口英一、畠中達郎、町田智子、喜多埜裕明
- プロデューサー - 坂美佐子、前田茂司
- 撮影 - 北信康
- 照明 - 渡部嘉
- 録音 - 中村淳
- 美術 - 林田裕至
- 装飾 - 坂本朗、籠尾和人
- 衣裳デザイン - 黒澤和子
- 美粧 - 大村弘二
- 殺陣 - 辻井啓伺
- 編集 - 山下健治
- 音響効果 - 柴崎憲治
- 助監督 - 兼崎涼介
- ラインプロデューサー - 小松俊喜
- キャスティングプロデューサー - 北田由利子
- 制作担当 - 善田真也
- 制作 - セディックインターナショナル
- 制作協力 - オー・エル・エム、楽映舎
- 配給 - 松竹
- 製作 - 2011映画「一命」製作委員会（セディックインターナショナル、電通、松竹、講談社、オー・エル・エム、Recorded Picture Company、山梨日日新聞、山梨放送、アミューズソフトエンタテインメント、Yahoo! JAPAN、朝日新聞社）

## 映像ソフト
2012年4月13日発売。発売元はセディックインターナショナル / 講談社、販売元はアミューズソフトエンタテインメント。
- 一命 DVDスタンダード・エディション（1枚組）
- 一命 DVDスペシャル・エディション（2枚組）
  - ディスク1：本編DVD（スタンダード・エディションと同様）
  - ディスク2：特典DVD
- 一命 ブルーレイ プレミアム・エディション（本編Blu-ray 3D+特典DVDの2枚組）
  - ディスク1：本編Blu-ray 3D（3D版本編を収録・2D再生にも対応）
  - ディスク2：特典DVD（DVDスペシャル・エディションと同様）